# Кантон (Джорджія)
Кантон (англ. Canton) — місто (англ. city) в США, в окрузі Черокі штату Джорджія. Населення — 32 973 особи (2020).

## Географія
Кантон розташований за координатами 34°14′50″ пн. ш. 84°29′27″ зх. д. / 34.24722° пн. ш. 84.49083° зх. д. (34.247201, -84.490723).  За даними Бюро перепису населення США в 2010 році місто мало площу 48,52 км², з яких 48,15 км² — суходіл та 0,37 км² — водойми.

## Демографія
Згідно з переписом 2010 року, у місті мешкало 22 958 осіб у 8204 домогосподарствах у складі 5606 родин. Густота населення становила 473 особи/км².  Було 9341 помешкання (193/км²).
Расовий склад населення:
| - 75,6 % — білих - 8,9 % — чорних або афроамериканців - 1,3 % — азіатів - 0,8 % — корінних американців - 0,2 % — вихідців з тихоокеанських островів - 10,2 % — осіб інших рас |

До двох чи більше рас належало 2,9 %. Частка іспаномовних становила 22,5 % від усіх жителів.
За віковим діапазоном населення розподілялося таким чином: 29,7 % — особи молодші 18 років, 60,9 % — особи у віці 18—64 років, 9,4 % — особи у віці 65 років та старші. Медіана віку мешканця становила 30,6 року. На 100 осіб жіночої статі у місті припадало 96,7 чоловіків;  на 100 жінок у віці від 18 років та старших — 93,0 чоловіків також старших 18 років.
Середній дохід на одне домашнє господарство  становив 61 651 долар США (медіана — 50 763), а середній дохід на одну сім'ю — 66 212 долари (медіана — 51 280). Медіана доходів становила 36 710 доларів для чоловіків та 33 638 доларів для жінок. За межею бідності перебувало 19,0 % осіб, у тому числі 30,5 % дітей у віці до 18 років та 8,5 % осіб у віці 65 років та старших.
Цивільне працевлаштоване населення становило 11 314 особи. Основні галузі зайнятості: освіта, охорона здоров'я та соціальна допомога — 19,4 %, роздрібна торгівля — 16,3 %, науковці, спеціалісти, менеджери — 15,2 %.